# Zong Qinghou
Dans ce nom chinois, le nom de famille, Zong, précède le nom personnel.
Pour les articles homonymes, voir Zong (homonymie).
Zong Qinghou (en chinois simplifié : 宗庆后 ; chinois traditionnel : 宗慶後), né le 16 novembre 1945 à Suqian et mort le 25 février 2024 à Hangzhou, est un entrepreneur chinois, fondateur, président et directeur général du groupe Hangzhou Wahaha, entreprise leader dans la boisson en Chine.
Classé 23e parmi les hommes les plus riches de Chine et 840e dans le monde par Forbes, Hurun Report a estimé que sa fortune personnelle s'élève à un milliard de dollars américains en 2006.

## Biographie
Né dans la province du Jiangsu à Suqian, Zong Qinghou a un niveau d'éducation très faible en raison de la révolution culturelle. À la suite de sa « matriculation »[contexte nécessaire], il travaille chez un fabricant de sel à Zhoushan. Lors de la retraite de sa mère, qui était institutrice, il est autorisé à regagner le Zhejiang pour la rejoindre.
Après son retour à Hangzhou, capitale provinciale du Zhejiang, il travaille dans une école comme ouvrier. En 1987, il devient responsable d'un département vendant du lait au sein d'une école dans le district de Shangcheng，à Hangzhou. Zong étend la gamme de produits aux sodas, aux glaces, et à divers autres produits, et les vend à vélo. Avec deux enseignants à la retraite comme partenaires, un emprunt de 140 000 ¥ (18 000 €) leur permet de monter une usine de produit laitiers.
En 1994, il entre en discussion avec Peregrine Investments Holdings pour une collaboration avec le groupe Danone. À l'issue des négociations, il devint détenteur d'un participation de 39 % dans Wahaha, tandis que les investisseurs étrangers en détiennent 51 %. Réputé pour avoir un style autocrate et une forte implication au travail, Zong fait cependant grandir Wahaha, qui devient la plus grande société des boissons en république populaire de Chine.
En échange d'un investissement d'un montant de 70 millions US$, le gouvernement local cède 51 % de l'affaire aux partenaires étrangers. Ils signent un contrat de coopération en 1996 donnant à la coentreprise les droits d'exploitation exclusive de la marque « Wahaha ». À la fin de 2007, 39 sociétés faisaient partie de la coentreprise.
Après l'éclatement des hostilités avec le groupe Danone, l'actionnaire majoritaire de la coentreprise, Zong démissionne de son poste de président de la coentreprise le 5 juin 2007, mais reste à la tête des entités opérationnelles.

### Vie privée
Sa femme, Shi Youzhen (施幼珍), est directrice des achats dans l'entreprise. Leur fille, Fuli (Kelly) Zong, est résidente américaine et le représentant de Ever Maple Trading Ltd, société détentrice des participations personnelles de Zong dans Wahaha.

### Mort
Zong Qinghou meurt le 25 février 2024, à Hangzhou à l’âge de 78 ans des suites d'un cancer du poumon.

## Politique
En 2013, selon un rapport de l'Institut Hurun, Zong Qinghou, l'homme d'affaires le plus riche de Chine figure parmi les 83 délégués milliardaires que compte l'Assemblée nationale populaire de Chine.